# Klein Kranichau
Klein Kranichau ist ein weilerartiger Ortsteil der Stadt Torgau im Landkreis Nordsachsen in Sachsen.

## Lage
Klein-Kranichau befindet sich nur etwa 500 Meter südlich von Kranichau direkt an der Bundesstraße 182 auf der Beckwitzer-Belgernsche Talsandebene westlich eines Altarmes der Elbe und des etwas entfernteren Stromes.

## Geschichte
Die Entwicklung von Klein Kranichau ist der von Kranichau ähnlich und nicht zu trennen. Beide waren einst Gutsvorwerke und wurden 1251 erstmals erwähnt (siehe dazu Geschichte Kranichau). Klein Kranichau wurde am 1. Januar 2009 mit Pflückuff in die Stadt Torgau umgegliedert.